# HD 66342
HD 66342，又名CP-60 1018，SAO 250063、HR 3153，是一颗恒星，视星等为5.17，位于銀經273.76，銀緯-15.61，其B1900.0坐标为赤經7h 57m 55s，赤緯-60° -15.61′ 41″。